# مقاطعة كوشوكتن (أوهايو)
مقاطعة كوشاقتن (بالإنجليزية: Coshocton County)‏ هي إحدى مقاطعات ولاية أوهايو في الولايات المتحدة الأمريكية.

## أعلام
- هارفي س. سميث